# Crichtonsaurus
Crichtonsaurus là một chi khủng long, được Dong mô tả khoa học năm 2002.